# فاطما قدری
فاطما قدری (ترکی آذربایجانی: Fatma Qədri; ۱ آوریل ۱۹۰۷ – ۲۹ فوریهٔ ۱۹۶۸) بازیگر اهل اتحاد جماهیر شوروی سوسیالیستی بود.
وی همچنین برندهٔ جوایزی همچون نشان پرچم سرخ کار شده‌است.